# Santo Spirito (isola)
Santo Spirito è un'isola della Laguna Veneta meridionale, situata tra Poveglia e San Clemente, e dà il nome al lungo canale che la costeggia. La sua superficie è di 2,53 ettari. Conta 5 fabbricati ed è di proprietà del demanio pubblico dello Stato.

## Storia
Le notizie più antiche su Santo Spirito risalgono al 1140, quando vi ebbero sede i Canonici Regolari. Due secoli dopo, nel 1380, i monaci furono cacciati dall'isola e vi arrivarono i Cistercensi del monastero della Santissima Trinità e San Michele di Brondolo. Nel 1430 fu la volta degli Eremitani, che fino a pochi anni prima avevano sede al Lazzaretto Vecchio; essi ricostruirono la chiesa su progetto del Sansovino e la arricchirono con tele di Palma il Vecchio e di Tiziano.
Per un breve periodo una parte del convento fu adibita a stamperia di libri di musica. Gli Eremitani furono costretti a lasciare l'isola quando Papa Alessandro VII ne soppresse l'ordine, nel 1656; il senato veneziano ne vendette i beni, ricavandone il necessario per sopperire ad alcune spese di guerra (in quel periodo imperversava la guerra di Candia). Le preziose opere d'arte furono invece trasferite nella chiesa della Salute, che si trovava ancora in fase di costruzione.
Quando Venezia perse l'isola di Candia (Creta), che passò in mano turca, una congregazione di frati Minori Osservanti, operanti in alcuni monasteri della suddetta isola, chiesero aiuto alla Repubblica, che li destinò all'isola di Santo Spirito; essi vi rimasero fino al 1806. Con l'arrivo di Napoleone, furono depredati sia la chiesa che il monastero e l'isola fu adibita a presidio militare, con l'abbattimento dei vecchi edifici per far spazio a caserme e capannoni.
Divenuta infine polveriera durante la seconda guerra mondiale, l'isola risulta ad oggi del tutto abbandonata, fin dal 1965 e, tra i vari saccheggi che essa ha dovuto subire, si segnala l'asportazione di un pozzo rinascimentale, di forma esagonale.
Tra il 2002 e il 2003 l'isola è stata venduta dal Demanio a un gruppo di imprenditori padovani, riuniti nella società Poveglia.

## Galleria d'immagini

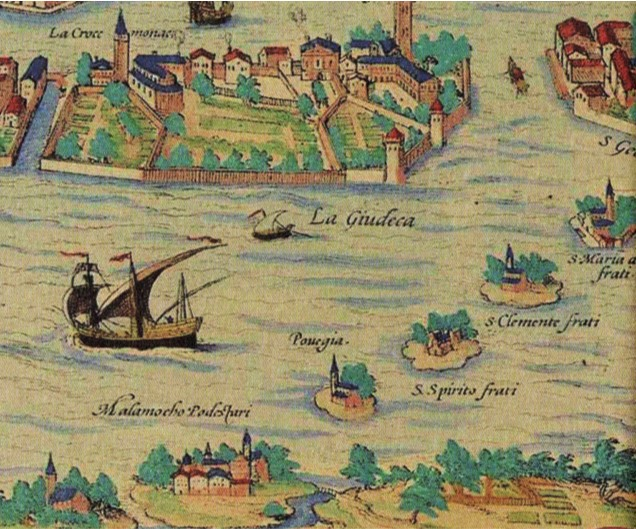
Georg Braun e Frans Hogenberg, Civitas orbis terrarum, 1612, particolare.
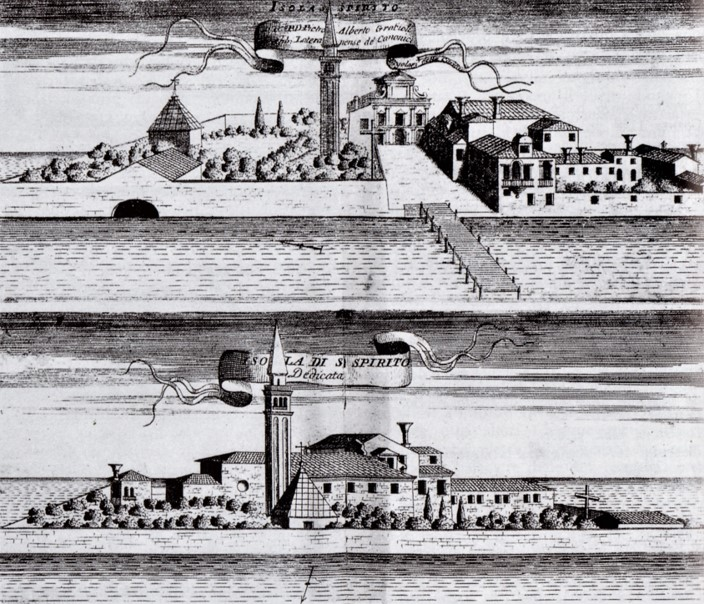
Vincenzo Coronelli, Isola di Santo Spirito, 1697
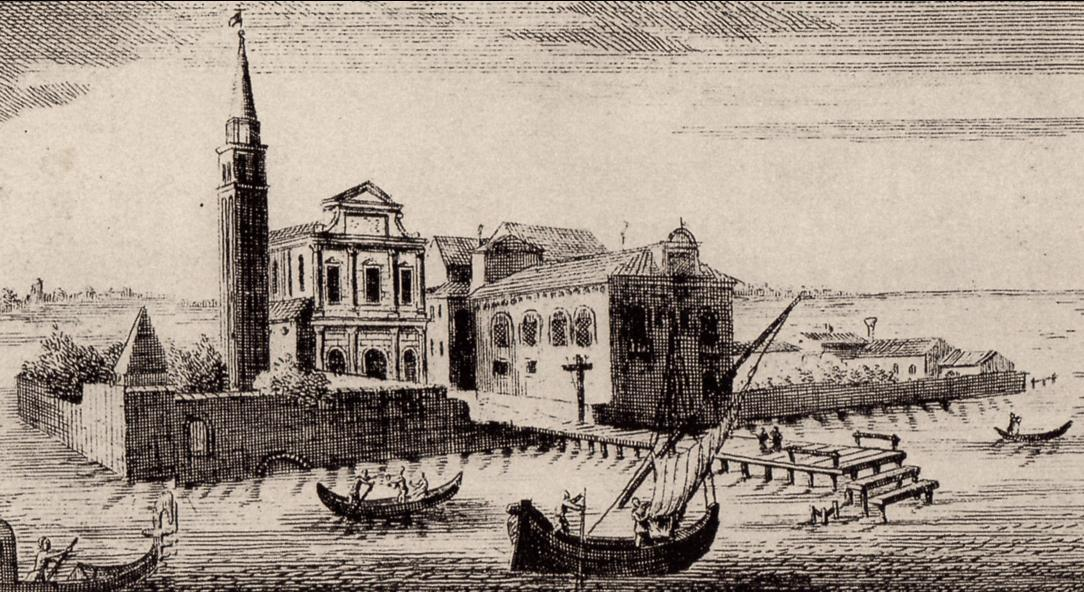
Veduta dell’isola di Santo Spirito, da ‟Il forestiere illuminato”, 1740, Venezia, Museo Correr
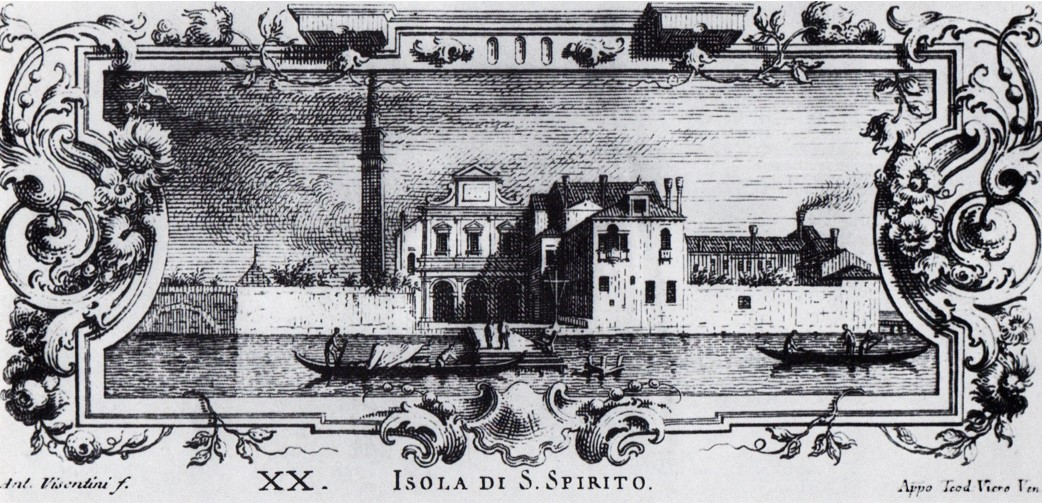
Antonio Visentini, Isolario Veneto, incisione, 1777
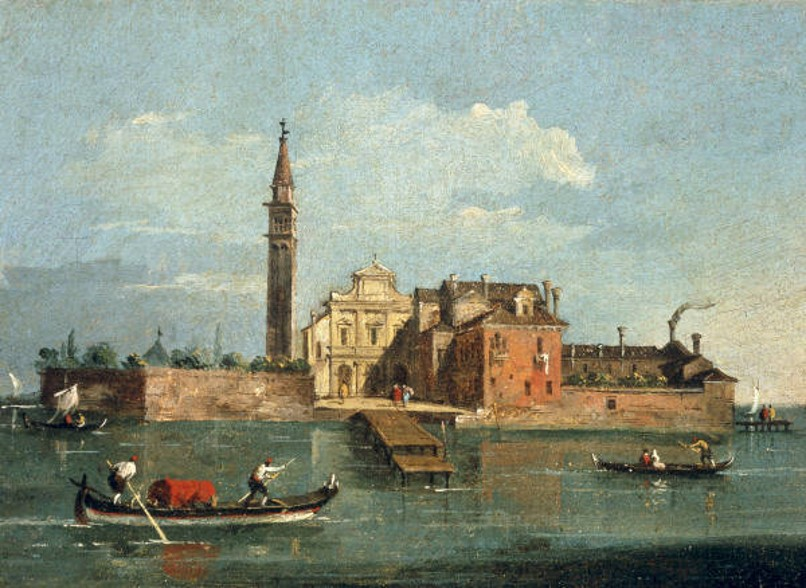
Francesco Guardi, Santo Spirito
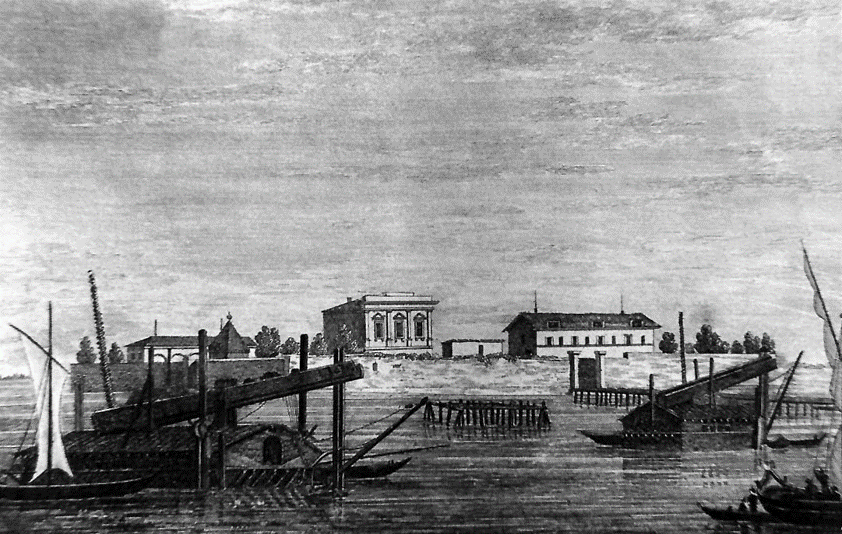
Chevalier, Isola di Santo Spirito, incisione sec. XIX
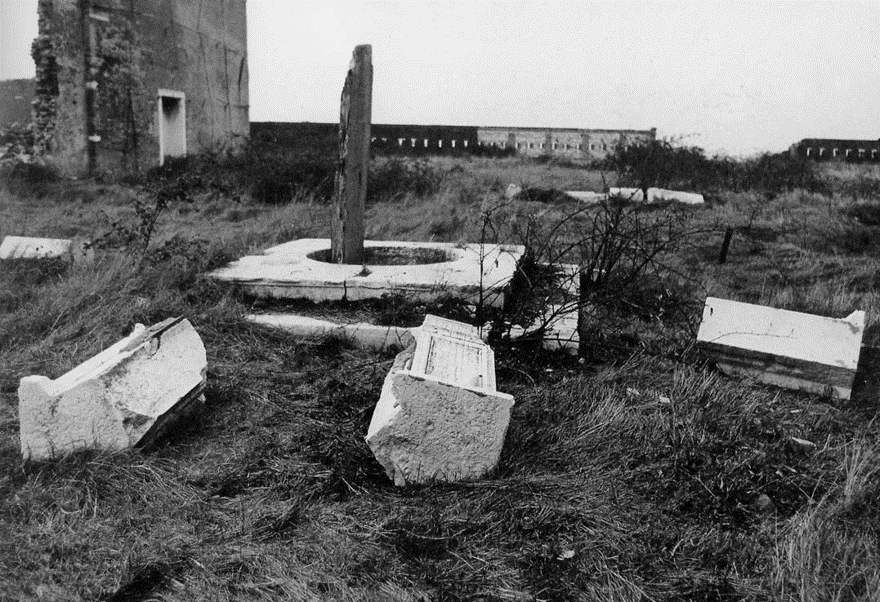
Santo Spirito, ruderi
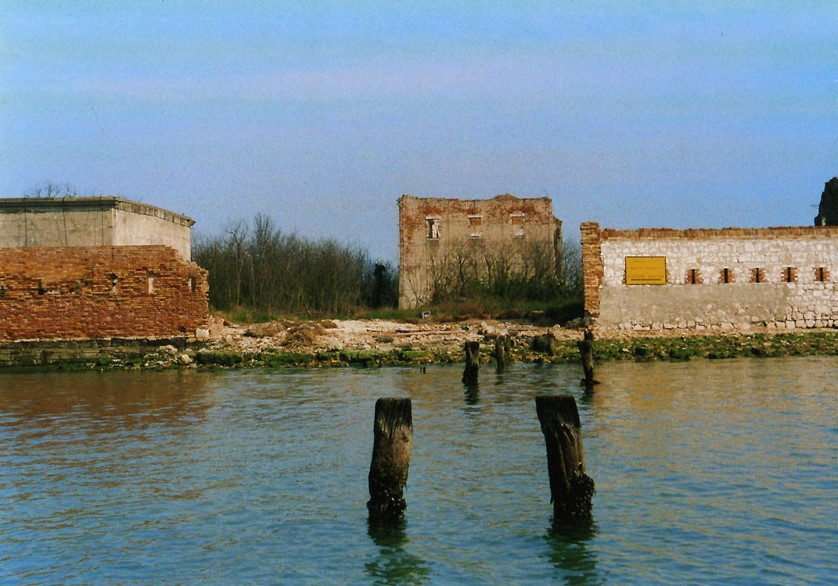
Ruderi dell'isola di Santo Spirito
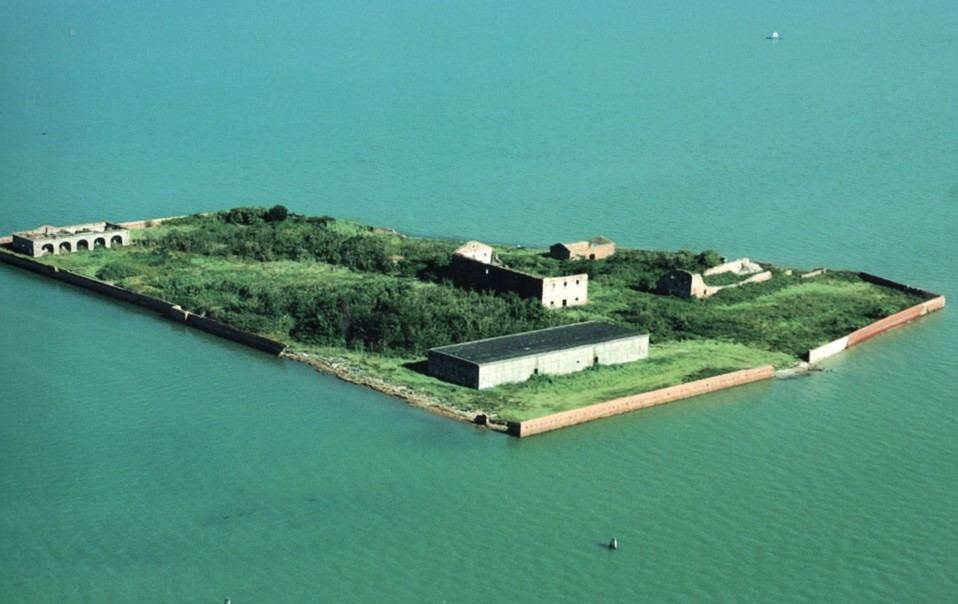
Santo Spirito, foto aerea
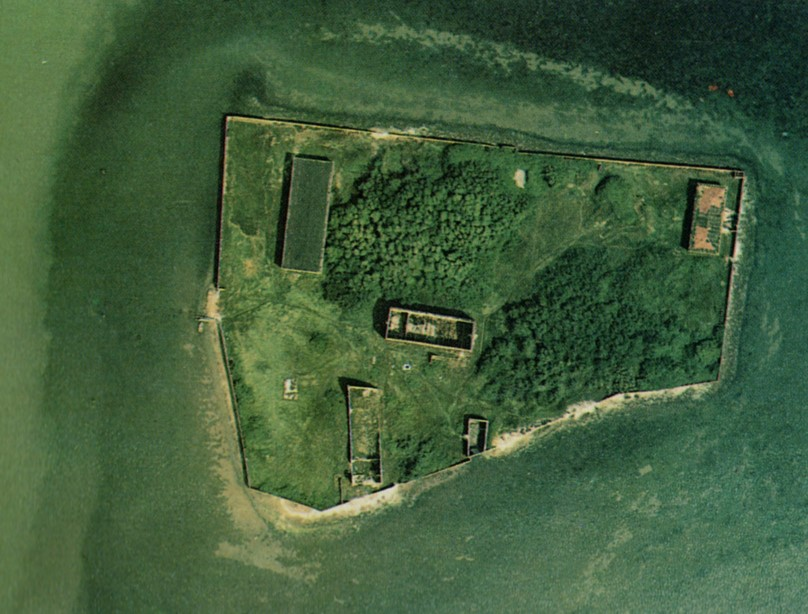
Foto aerea dell'isola di Santo Spirito